# Circonscription électorale de Yamaguchi
La circonscription électorale de Yamaguchi (山口県選挙区, Yamaguchi-ken senkyo-ku) est une subdivision électorale de la Chambre des conseillers du Japon, représentant la préfecture de Yamaguchi. Deux conseillers y sont élus au scrutin uninominal majoritaire à un tour.

## Conseillers
| Série 1 (1947 : 1er, mandat de 6 ans) | Série 1 (1947 : 1er, mandat de 6 ans) | Élection                   | Série 2 (1947 : 2e, mandat de 3 ans) | Série 2 (1947 : 2e, mandat de 3 ans) |
| ------------------------------------- | ------------------------------------- | -------------------------- | ------------------------------------ | ------------------------------------ |
|                                       | Takeo Kurusu (ja) (PLJ)               | 1947                       |                                      | Isuke Himei (ja) (Ind.)              |
| 1950                                  | Takeo Kurusu (ja) (PLJ)               |                            | Mochinaga Nakagawa (ja) (PL)         |                                      |
|                                       | Kimiko Abe (ja) (Ind.)                | 1953                       | Mochinaga Nakagawa (ja) (PL)         |                                      |
| 1956                                  | Kimiko Abe (ja) (Ind.)                |                            | Yūkei Kinoshita (ja) (PSJ)           |                                      |
|                                       | Eichi Yoshitake (ja) (PLD)            | 1959                       | Yūkei Kinoshita (ja) (PSJ)           |                                      |
| 1962                                  | Eichi Yoshitake (ja) (PLD)            |                            | Kengo Futatsugi (ja) (PLD)           |                                      |
| 1965                                  | Eichi Yoshitake (ja) (PLD)            |                            | Kengo Futatsugi (ja) (PLD)           |                                      |
| 1968                                  | Eichi Yoshitake (ja) (PLD)            |                            | Kengo Futatsugi (ja) (PLD)           |                                      |
| 1971                                  | Eichi Yoshitake (ja) (PLD)            |                            | Kengo Futatsugi (ja) (PLD)           |                                      |
| 1974                                  | Eichi Yoshitake (ja) (PLD)            |                            | Kengo Futatsugi (ja) (PLD)           |                                      |
| Tarō Ozawa (ja) (PLD)                 | 1977                                  |                            | Kengo Futatsugi (ja) (PLD)           |                                      |
| Tarō Ozawa (ja) (PLD)                 | 1980                                  | Atsushi Ejima (ja) (PLD)   |                                      |                                      |
| Masuo Matsuoka (ja) (PLD)             | 1983                                  | Atsushi Ejima (ja) (PLD)   |                                      |                                      |
| Masuo Matsuoka (ja) (PLD)             | 1986                                  | Atsushi Ejima (ja) (PLD)   |                                      |                                      |
| Masuo Matsuoka (ja) (PLD)             | ,1987                                 | Hideo Futatsugi (ja) (PLD) |                                      |                                      |
|                                       | Ken'ichi Yamada (ja) (PSJ)            | Hideo Futatsugi (ja) (PLD) | 1989                                 |                                      |
| 1992                                  | Ken'ichi Yamada (ja) (PSJ)            | Hideo Futatsugi (ja) (PLD) |                                      |                                      |
|                                       | Yoshimasa Hayashi (PLD)               | Hideo Futatsugi (ja) (PLD) | 1995                                 |                                      |
| 1998                                  | Yoshimasa Hayashi (PLD)               |                            | Masuo Matsuoka (Ind.)                |                                      |
| 2001                                  | Yoshimasa Hayashi (PLD)               |                            | Masuo Matsuoka (Ind.)                |                                      |
| 2004                                  | Yoshimasa Hayashi (PLD)               |                            | Nobuo Kishi (PLD)                    |                                      |
| 2007                                  | Yoshimasa Hayashi (PLD)               |                            | Nobuo Kishi (PLD)                    |                                      |
| 2010                                  | Yoshimasa Hayashi (PLD)               |                            | Nobuo Kishi (PLD)                    |                                      |
| ,2013                                 | Yoshimasa Hayashi (PLD)               | Kiyoshi Ejima (ja) (PLD)   |                                      |                                      |
| 2013                                  | Yoshimasa Hayashi (PLD)               | Kiyoshi Ejima (ja) (PLD)   |                                      |                                      |
| 2016                                  | Yoshimasa Hayashi (PLD)               | Kiyoshi Ejima (ja) (PLD)   |                                      |                                      |
| 2019                                  | Yoshimasa Hayashi (PLD)               | Kiyoshi Ejima (ja) (PLD)   |                                      |                                      |
| Tsuneo Kitamura (ja) (PLD)            | 2021,                                 | Kiyoshi Ejima (ja) (PLD)   |                                      |                                      |
| Tsuneo Kitamura (ja) (PLD)            | 2022                                  | Kiyoshi Ejima (ja) (PLD)   |                                      |                                      |
| Tsuneo Kitamura (ja) (PLD)            | 2025                                  | Kiyoshi Ejima (ja) (PLD)   |                                      |                                      |